# Wioślak punktowany
Wioślak punktowany (Corixa punctata) – gatunek pluskwiaka z rodziny wioślakowatych (Corixidae).

## Charakterystyka
Osiąga długość 12–13,5 mm. Jak wszystkie wioślakowate, ma grzbieto-brzusznie spłaszczone, eliptyczne w zarysie ciało. Między biodrami tylnych odnóży występuje, zazwyczaj trójkątny, mieczyk (metaxiphus). Posiada brunatne ubarwienie, cętkowane półpokrywy i prążkowane przedplecze. Ma duże, czerwonobrązowe oczy z jasnym odstępem. Po lekko wklęsłej, grzbietowej stronie ciała oraz pod pokrywami gromadzą zapas powietrza, którym oddychają po zanurzeniu się pod wodę. Zapas ten odnawiają wynurzając jeden z boków tułowia, przy tym gra on rolę tzw. skrzela pneumatycznego i dzięki stałej wymianie gazowej zachodzącej między nim a tlenem otaczającej wody pozwala owadowi na stosunkowo rzadkie wypływanie na powierzchnię.
Pomimo wielu podobieństw do pluskolca, pływa inaczej niż on – tzn. grzbietem do góry. Ponadto porusza się zrywami, dzięki ruchom tylnych, wiosłowato spłaszczonych i pokrytych szczecinkami odnóży. Samce pocierając przednimi odnóżami o brzeg głowy wydają charakterystyczne dźwięki, przez które nazywane są wodnymi cykadami.

## Występowanie i biotop
Występuje w całej Europie, północnej (wyłączając Chiny) i południowej Azji, a także w Afryce.
Żyje w wodach słodkich i słabo zasolonych, często w stawach i rowach, najchętniej w stojących, bujnie zarośniętych zbiornikach. Ze względu na to, że dobrze i często lata nierzadko można go spotkać w zbiornikach nietrwałych lub sztucznych, jak na przykład baseny ogrodowe czy oczka wodne. Jak wszystkie wioślakowate, żyje zwykle w dużych skupieniach, często w kilkugatunkowych zespołach biotycznych o składzie mniej lub bardziej charakterystycznym dla danego typu zbiorników. Występuje w takich samych warunkach jak C. dentipes w związku z czym jest jego częstym towarzyszem.

## Ekologia
W odróżnieniu od większości innych pluskwiaków wodnych nie jest drapieżnikiem. Odżywia się przede wszystkim młodymi glonami, które zeskrobuje z podłoża przy pomocy rozszerzonych przednich odnóży i następnie wysysa lub połyka w całości. Za pomocą przednich odnóży grzebiących rozkopuje też muł w poszukiwaniu szczątków roślin i zwierząt.
Zimuje jako postać dorosła. Wiosną rozpoczyna się kojarzenie par. Samce delikatnie ćwierkają, czego celem jest pobudzenie samic. Po kopulacji samice składają jaja w liściach i łodygach wodnych roślin. Larwy wioślaków linieją pięciokrotnie przed przeobrażeniem w dojrzałe owady. Pierwsze dorosłe osobniki nowego pokolenia można spotkać w lipcu, zazwyczaj tworzą duże skupiska. Z powodu obniżania się zawartości tlenu w wodzie w ciepłe lata, opuszczają one swoje zbiorniki wodne w poszukiwaniu innych, o bardziej odpowiednich warunkach. Można wtedy zaobserwować ich duże roje lecące nocą ku źródłom światła.